# Laura Carusino
Laura Carusino Vignera (Melzo, 20 ottobre 1979) è un'attrice e conduttrice televisiva italiana.

## Biografia
Nel 2004 si è diplomata alla scuola di teatro Arsenale di Milano, dove ha studiato voce, dizione e canto sotto la direzione di Annig Raimondi. Nel 2005 si è laureata  presso il DAMS dell'Università Cattolica del Sacro Cuore di Brescia, specializzandosi in teatro e drammaturgia. In seguito ha conseguito il master in Ideazione e produzione audiovisivi presso l'Università Cattolica di Milano. Dal 2001 al 2007 è nel cast di musical di successo: Grease, Compagnia della Rancia, Joseph, Rock Opera, Jesus Christ Superstar, Compagnia della Rancia, Scooby Doo, M.A.S. Dal 2010 è la conduttrice del programma televisivo L'albero azzurro su Rai YoYo. Dal 2015 al 2017 è Stella Marina nel programma Le Storie di Gipo sempre su Rai Yoyo. Nel 2016 e 2017 commenta lo Junior Eurovision Song Contest per Rai Gulp. Dal 2016 al 2018 conduce lo Speciale Lucca Comics and Games per Rai Gulp e dal 2019 è il volto degli speciali web di Rai Ragazzi e Suuuper! per Rai Play.
In occasione dell'Eurovision Song Contest 2022 ha presentato con Mario Acampa il Turquoise carpet e le conferenze stampa dei cantanti arrivati in finale.
Come autrice di libri per bambini ha pubblicato Isetta, la nuvoletta, 2018 Edizioni Paoline, Eglefino Cha Cha Cha, 2019 ed. Lavieri e I Dolci di Pina, 2020 edizioni Sassi Junior.
Inoltre, è stata corista per il gruppo musicale Le Vibrazioni e per il cantante Marco Carta.

## Filmografia

### Televisione
- Centovetrine – serial TV (2007)

## Programmi televisivi
- Sandra e Raimondo Supershow (Canale 5, 2004)
- Zecchino d'Oro 2007 (Rai Uno, 2007)
- L'albero azzurro (Rai Yoyo, 2010-presente)
- Junior Eurovision Song Contest (Rai Gulp, 2016-2017)
- Le storie di Gipo (Rai Yoyo, 2015-2018)
- Natale con Yoyo (Rai Yoyo, 2016-2018)
- Speciale Lucca Comics and Games (Rai Gulp, 2016-2018)
- Suuuper! (RaiPlay, 2020)
- Eurovision Song Contest 2022 - Meet & Greet (RaiPlay, 2022)
- Eurovision Song Contest 2022 Tourquoise Carpet (Rai Play, 2022)
- Hello Yoyo (Rai Play, 2023)

## Teatro
- Grease, regia di Saverio Marconi e Fabrizio Angelini (2001-2004)
- Les folies de Paris, regia di Fulvio Crivello (2004)
- Joseph, regia di Claudio Insegno (2005-2006)
- Jesus Christ Superstar, regia di Fabrizio Angelini (2006-2007)
- Scooby-Doo, regia di Jim Millan (2007-2008)
- Tutti in Fiaba, regia L. Carusino (2019-2020)